# Callisthenia schadei
Callisthenia schadei là một loài bướm đêm thuộc phân họ Arctiinae, họ Erebidae.